# Morti nel 1409
| Questa pagina contiene informazioni ricavate automaticamente dalle voci biografiche con l'ausilio del template Bio e di un bot. L'aggiornamento è periodico e automatico e ricostruisce completamente la pagina. Se manca una persona in questa lista, sei pregato di non aggiungerla, ma accertati piuttosto che la sua voce biografica contenga il template Bio e che i dati anagrafici siano correttamente compilati. Se il template Bio manca, inseriscilo tu stesso o, in alternativa, metti l'avviso {{tmp\|Bio}} che ne segnala la mancanza. Se i dati riportati sono sbagliati, correggi direttamente la voce biografica; le modifiche saranno visibili in questa lista entro pochi giorni. Per chiarimenti vedi il progetto biografie. La lista contiene solo le 22 persone che sono citate nell'enciclopedia e per le quali è stato implementato correttamente il template Bio. Pagina aggiornata al 10 ago 2025. |

- 12 gennaio - Rupert I di Legnica, nobile polacco (n. 1347)
- 12 febbraio - Jacopo Dal Verme, condottiero italiano (n. 1350)
- 23 aprile - Francesc Eiximenis, scrittore, presbitero e teologo spagnolo (n. 1330)
- 26 aprile - Alberico da Barbiano, condottiero italiano (n. 1349)
- 22 maggio - Bianca di Lancaster, principessa inglese (n. 1392)
- 27 maggio - Ottobuono de' Terzi, condottiero italiano
- 5 luglio - Rodolfo Belenzani, rivoluzionario italiano
- 25 luglio - Martino I di Sicilia, re
- 31 luglio - Giovanni Castiglioni, politico e vescovo cattolico italiano
- 13 settembre - Isabella di Valois, francese (n. 1389)
- 21 settembre - Ibleto di Challant, nobile italiano
- 17 ottobre - Jean de Montaigu, funzionario francese (n. 1363)
- 20 ottobre - Giacomo Strepa, arcivescovo cattolico, beato e francescano polacco
- 12 dicembre - Pierre Blain, cardinale francese
- Guccio Aghinetti, pittore italiano
- Brancaleone Doria, nobile italiano (n. 1337)
- Lorenzo Gambacorta, arcivescovo cattolico italiano
- Niccolò Gattilusio, nobile italiano
- Jacobello dalle Masegne, scultore italiano
- Edmondo Mortimer, nobile inglese (n. 1376)
- Techotlalatzin, sovrano
- Giacomo Terzi, condottiero italiano